# Nyorai Ike
Nyorai Ike (von japanisch 如来池) ist ein kleiner See an der Prinz-Harald-Küste des ostantarktischen Königin-Maud-Lands. Auf der Halbinsel Skarvsnes am Ostufer der Lützow-Holm-Bucht liegt er auf einer Anhöhe im Südwesten des Kizahashi Beach. 
Japanische Wissenschaftler benannten ihn 2012 nach der in Japan geläufigen Bezeichnung für Tathagata.